# ريتشارد إل. هوفمان
ريتشارد إل. هوفمان (بالإنجليزية: Richard Lawrence Hoffman)‏ هو عالم حيوانات وعالم حشرات أمريكي، ولد في 25 سبتمبر 1927 في كليفتون فورغ في الولايات المتحدة، وتوفي في 10 يونيو 2012 في مارتينسفيل في الولايات المتحدة.